# 尼特拉斯洛伐克农业大学
尼特拉斯洛伐克农业大学（斯洛伐克文：Slovenská poľnohospodárska univerzita v Nitre，缩写SPU），是一所位于斯洛伐克尼特拉的公立农业大学，提供六个学院的学士、硕士和博士学位學程供學生就讀。

## 院系设置
- 农业生物学和食品资源学院
- 生物技术与食品科学学院
- 经济与管理学院
- 农业工程学院
- 欧洲研究与区域发展学院
- 园艺与景观工程学院